# Podemos Galicia
Podemos Galicia es la organización de Podemos en la comunidad autónoma de Galicia.

## Organización
La organización del partido surge de los documentos aprobados en la tercera Asamblea Ciudadana Estatal de Podemos, también conocida como Vistalegre III, en 2020. Consta de:
- Asamblea Ciudadana Autonómica.
- Consejo Ciudadano Autonómico.
- Coordinación Autonómica.
- Consejo de Coordinación Autonómico.
- Comisión de Garantías Democráticas Autonómica.

Además, la representatividad de los círculos (base de la militancia del partido) se da a través del consejo de círculos, la red de círculos o su presencia en el Consejo Ciudadano Autonómico.

## Resultados electorales

### Congreso de los Diputados
| Congreso de los Diputados |                  |         |    |          |         |        |                   |
| Elecciones                | Candidatura      | Escaños | ±  | Posición | Votos   | %      | Candidato         |
| 2015                      | En Marea         | 6/23    | ±0 | 2a       | 408.370 | 25,04% | Antón Gómez-Reino |
| 2016                      | En Marea         | 5/23    | 1  | 2a       | 344.143 | 22,18% | Antón Gómez-Reino |
| 2019 I                    | Galicia en común | 2/23    | 3  | 3a       | 236.746 | 14,49% | Antón Gómez-Reino |
| 2019 II                   | Galicia en común | 2/23    | ±0 | 3a       | 188.231 | 12,79% | Antón Gómez-Reino |
| 2023                      | Sumar            | 2/23    | ±0 | 3a       | 175.813 | 10.94% | Marta Lois        |

### Parlamento de Galicia
| Parlamento de Galicia |         |          |        |       |                   |
| Elecciones            | Escaños | Posición | Votos  | %     | Candidato         |
| 2020                  | 0/75    | 4a       | 51.630 | 3,94% | Antón Gómez-Reino |
| 2024                  | 0/75    | 8a       | 4.420  | 0,29% | Isabel Faraldo    |

## Logotipos

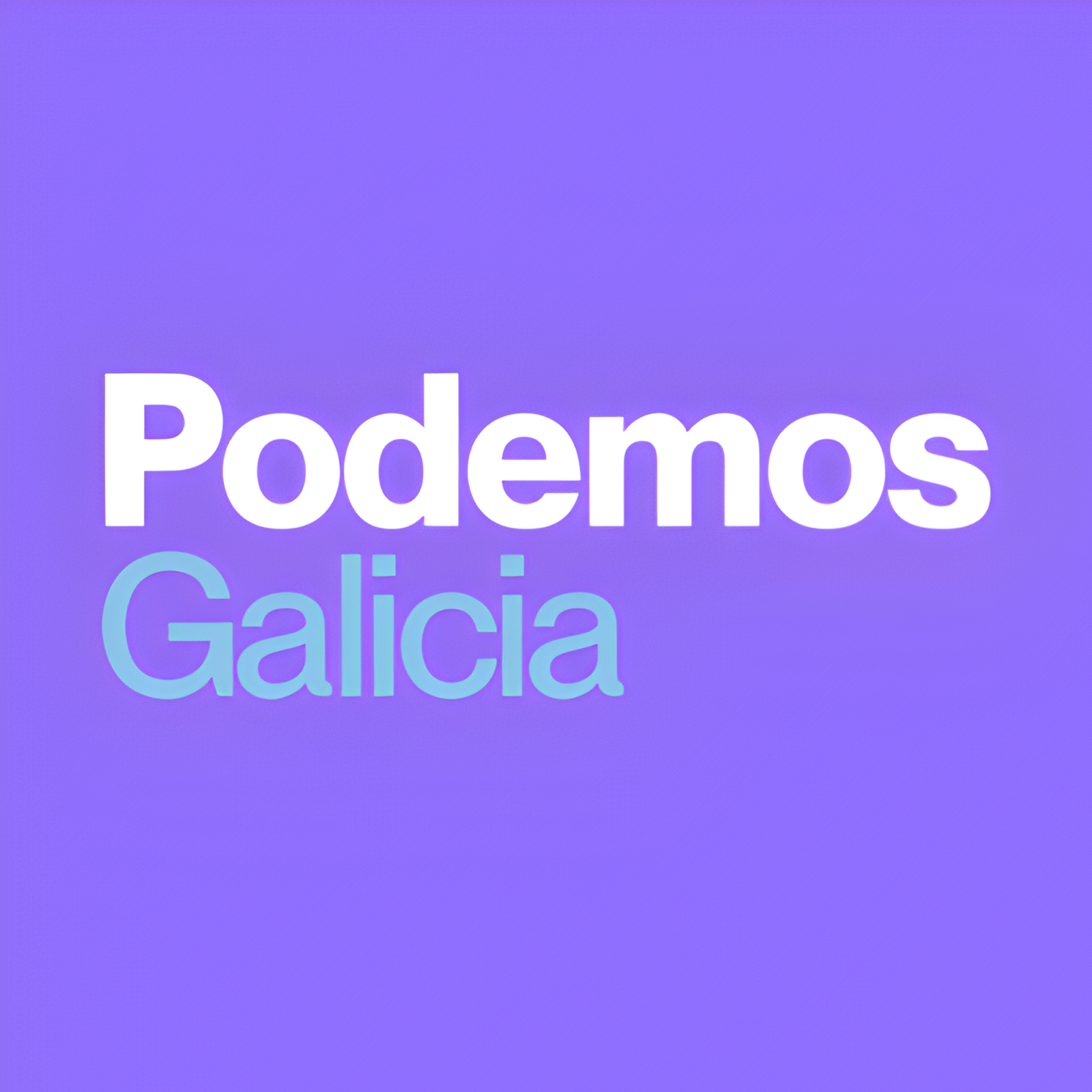
Logo oficial
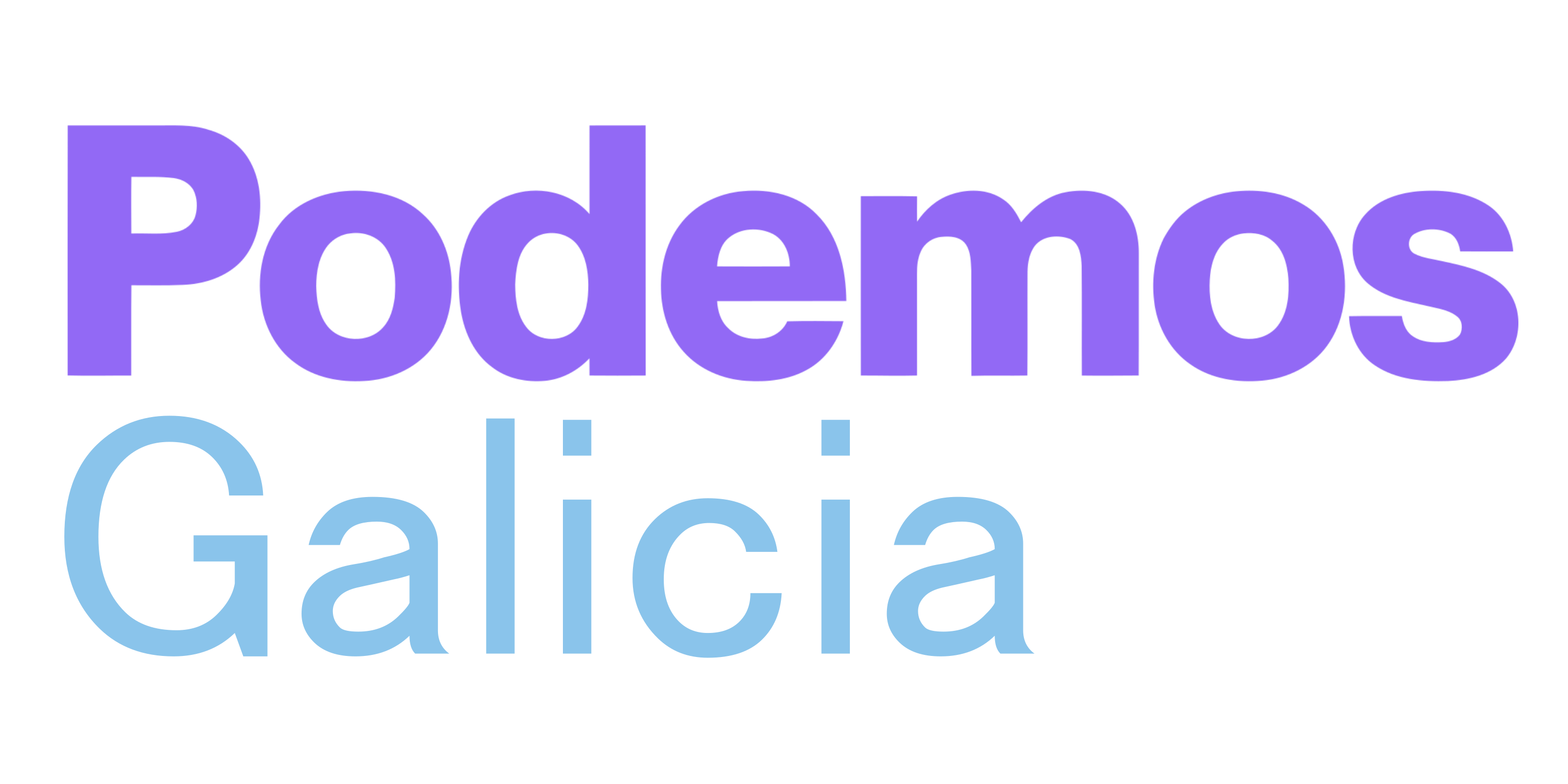
Logo sin fondo